# RS-130
La RS-130 est une route locale qui relie Nord-Est de l'État du Rio Grande do Sul à la mésorégion métropolitaine de Porto Alegre, la municipalité de General Câmara, depuis l'embranchement avec les RS-244 et RS-401, à celle d'Arroio do Meio, à la jonction avec la RS-129. Elle dessert les communes de General Câmara, Venâncio Aires, Cruzeiro do Sul, Lajeado et Arroio do Meio, et est longue de 97,200 km.